# André Saeys
André Saeys (Sint-Andries, 20 febbraio 1911 – Sint-Andries, 22 marzo 1988) è stato un calciatore belga.

## Carriera
In carriera, Saeys giocò per il KS Wetteren, il Beerschot VAC e il Cercle Bruges dove iniziò e concluse la sua carriera.
Fu convocato 9 volte per giocare nella Nazionale belga segnando un gol e disputando il Mondiale 1930.

## Palmarès
- Campionato belga: 3

Cercle Bruges: 1930
Beerschot VAC: 1938, 1939